# Ponatahi
Ponatahi est une localité du District de South Wairarapa située dans l’Île du Nord de la Nouvelle-Zélande.

## Situation
Elle est localisée près du fleuve Ruamahanga au sud-est de la ville de Carterton et au nord-est de celle de Greytown.
A proximité les villages plus petits comprennent Longbush vers le sud et Gladstone vers l’est.

## Population
Ponatahi est faiblement peuplée et située dans une zone rurale de collines.

## Accès
La plus proche highway est la route State Highway 2/S H 2 (en) et la plus proche ligne de chemin de fer est la ligne de ligne de Wairarapa (en), passant toutes les deux au niveau de la ville de Carterton.

## Éducation
Bien qu’il existe une ‘Ponatahi Christian School’, elle n’est plus localisée au niveau du village de ‘Ponatahi’ mais est localisée dans la ville de ‘Carterton’ .